# 니퍼트 스타디움
니퍼트 스타디움(Nippert Stadium)은 미국의 다목적 경기장이다. 오하이오주 신시내티에 위치하고 있으며 USL/MLS FC 신시내티의 홈경기장이다.